# Bzenov
Bzenov – wieś (obec) na Słowacji położona w kraju preszowskim, w powiecie Preszów. Pierwsze wzmianki o miejscowości pochodzą z roku 1423. 

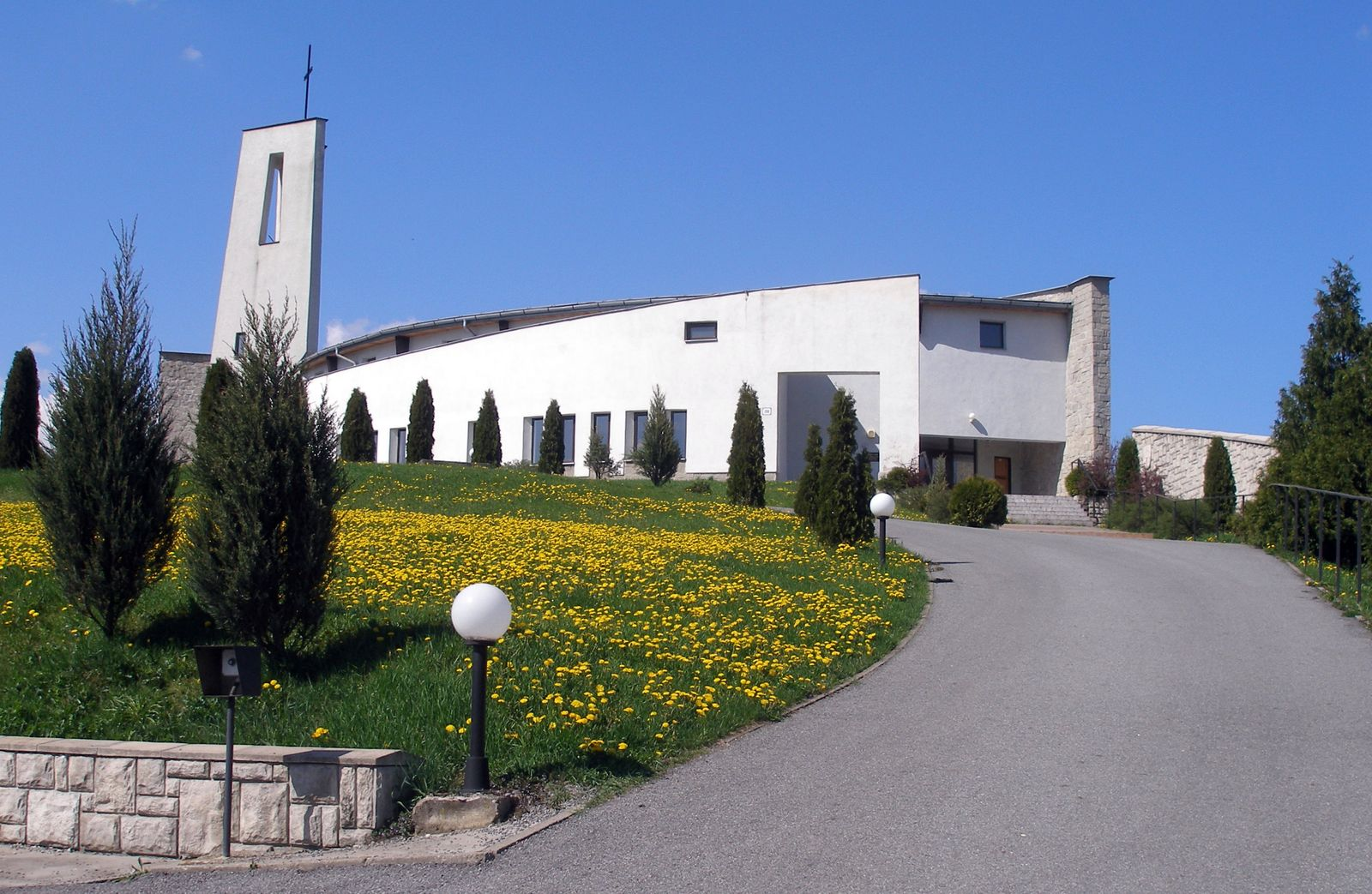
Kościół we wsi Bzenov

Według danych z dnia 31 grudnia 2010, wieś zamieszkiwało 736 osób, w tym 370 kobiet i 366 mężczyzn.
W 2001 roku rozkład populacji względem narodowości i przynależności etnicznej wyglądał następująco:
- Słowacy – 89,15%
- Romowie – 10,30%
- Ukraińcy – 0,14%
- Węgrzy – 0,14%

Ze względu na wyznawaną religię struktura mieszkańców kształtowała się w 2001 roku następująco:
- Katolicy rzymscy – 76,24%
- Grekokatolicy – 3,85%
- Ewangelicy – 11,81%
- Przedstawiciele innych wyznań – 0,14%
- Ateiści – 4,81%
- Nie podano – 1,79%